# چاه چهل دختران
آرامگاه چهل دختران یا چاه چهل دخترون بنایی است قدیمی که در روستای فهرج یزد قرار دارد. چاه چهل دختران یکی از جاذبه‌های گردشگری فهرج است که بنا بر روایات محلی دلیل نامگذاری این زیارتگاه به چهل دختران، خودکشی چهل دختر در زمان حمله مهاجمان به این منطقه است.